# Tychowianie
Tychowianie – polski, świętokrzyski, wielopokoleniowy zespół folklorystyczny, działający głównie za terenie gminy Mirzec, o charakterze rozrywkowym. Powstał w roku 1970 (założony przez Wiesławę Spadło), swoją działalność wznowił w 2000. Liczy około 25 członków.
Stroje: opierające się na krakowskich strojach ludowych. Kobiety ubrane są w długie, czerwone spódnice z dwoma paskami (żółtym i zielonym) u dołu, ozdobne, białe bluzki z żabotami, czarne kamizelki ozdabiane kolorowymi cekinami oraz czerwone korale. Młode dziewczęta noszą również wianki. Mężczyźni natomiast ubrani są w eleganckie, szare garnitury z czerwonymi wstążkami.
Wykorzystywane instrumenty: są to głównie: akordeon, flet, Bęben, tamburyn oraz saksofon.
Działalność: zespół gra na okolicznościowych imprezach i festiwalach, a także występuje gościnnie na różnych koncertach. Ma na celu głównie propagowanie tradycji ludowych wśród młodzieży i przybliżanie jej innym.
Najpopularniejsze przeboje: „Przyjechali Tychowianie”, „Zasiała Kasia rozmaryn”, „Nasza kochana Kamienna”, „Mamo, moja mamo”, „Dobrze jest tym żonom”, „Wiła wianki”, „Maciek”, „Kukułeczka”, „Z poniedziałku na święto”, „Kochana matulu”, „Maryna, gotuj pierogi”, „Płynie woda ode dwora”.